# Ebalus aquitániai herceg
'Ebalus akvitániai herceg (Fattyú Ebalus, kb. 870–935) II. Ranulf poitiers-i gróf törvénytelen, de egyetlen fia és így örököse volt. „Manzer”, illetve „Mamzer” ragadványneve a „fattyú” jelentésű héber szóból származik.

## Élete, uralkodása
Apja  Kopasz Károly nyugati frank király halála (888) után magát kiáltotta ki Akvitánia királyává. Ezzel számos ellenséget szerzett magának, és két év múlva megmérgezték. Birtokait és tiszteit a húsz éves Ebalus örökölte — de nem tudta megtartani.
Két év múlva Poitou-i Aymar — akit Párizsi Odó támogatott — elűzte Ebalust, a tartomány nemesei pedig elismerték Odo főhatalmát. Ebalus apjának szövetségeseihez fordult segítségért. I. Jámbor Vilmos, Auvergne grófja udvarába fogadta, gondoskodott az ifjú neveltetéséről, de ettől fogva Akvitánia hercegének címét az Auvergne-ház tagjai viselték.
902-ben Ebalus kihasználta, hogy Aymar elutazott Poitou-ból, és Jámbor Vilmos erős katonai segítségével visszafoglalta a grófságot. III. Károly nyugati frank király (akinek Ebalus gyermekkori játszótársa volt) elismerte őt birtokában, és formálisan is felruházta Poitou grófjának címével. Hogy megszilárdítsa hatalmát, Savary Thouars-i vikomtnak adta Saint-Maixent apátságát; ezzel a vikomt vált fő támogatójává. Átszervezte Poitou grófságot úgy, hogy két algrófságot:
- Aulnay és
- Melle

hozott létre benne, a Poitiers központú Poitou algrófságot pedig 925-ben bekövetkezett haláláig egy másik fontos támogatójára, Maingaud vikomtra bízta.
904-ben meghódította Limousin grófságot.
911-ben szövetségbe állt össze két francia főúrral a Rollo vezette viking hódítók ellen, hogy megvédjék Chartres városát. A vikingek a várostól északra, egy Lajos-domb nevű helyen ütöttek tábort, Ebalus szövetségesei (jól képzett lovasságukban bízva) a város körül, a síkon helyezték el csapataikat. Ebalus nem értek oda idejében a 911. július 20-án vívott chartres-i csatába, de a támadók így is teljes vereséget szenvedtek. Soraikban pánik tört ki, a menekülők közt az üldöző lovasság nagy mészárlást rendezett. A beszámolók szerint mintegy 6800 viking maradt a csatatéren. A késve befutó Ebalust győztes szövetségesei kigúnyolták, ő pedig sértődött dühében megrohanta a Lajos-dombra visszahúzódott vikingeket. A dombon azonban totális vereséget szenvedett, és magának is el kellett rejtőznie a szétvert csapatait üldöző vikingek elől. Dicstelen szereplését ezután egy hamar népszerűvé váló balladában örökítették meg az ismeretlen szerzők.
Az Auvergne-ház utolsó hercege, Acfred Ebalust tette örökösévé, így amikor Acfreddel 927-ben (928-ban?) kihalt az Auvergne-ház, Ebalus (újra) megkapta Akvitánia hercegének címét, vele pedig Berry, Auvergne és Velay grófságot is.
A Károly veresége után 923-ban királlyá választott Rudolf nyugati frank király úgy vélte, hogy Ebalus túl nagy hatalomhoz jutott, ezért 929-ben elvette tőle Berry grófságot. 932(?)-ben La Marche-ot, amely addig Vienne egyik algrófsága volt, kivonta Ebalus hűbéréből és független grófsággá nyilvánította. Valószínűleg ugyancsak 932-ben Rajmund Pons toulouse-i grófnak adta át Akvitánia hercegének címét és vele Auvergne grófságot. Ezt a döntést a Poitiers-ház nem fogadta el: Ebalus, majd Szőke Vilmos is Akvitánia hercegének titulálta magát, bár ezt a címüket a királyi udvar nem ismerte el.

## Házasságai, gyermekei
Első feleségével, Aremburgával 892. október 10-én kötött házasságot. Aremburga halála után 911-ben vette feleségül második nejét, Emilienne-t. Ez a házasság nem tartott sokáig, mert Emilienne valamikor 913–915 között ugyancsak meghalt. Ebalus harmadjára egy Adele nevű hölgyet vett el (neve Adela, Alaine, Aliana változatokban is ismert).
Emilienne-től és Adele-től is egy-egy fia született:
- a „Szőke Vilmosnak” nevezett III. Vilmos örökölte tisztségeit, és hatalmát a régi ellenség Rollo lányának nőul vételével biztosította be,
- az ifjabb Ebalus Limoges püspöke és Poitiers-i Szent Hilár kincstárnoka lett.[1]

## Fordítás
- Ez a szócikk részben vagy egészben  az   Ebalus, Duke of Aquitaine című angol Wikipédia-szócikk ezen változatának fordításán alapul.  Az eredeti cikk szerkesztőit annak laptörténete sorolja fel. Ez a jelzés csupán a megfogalmazás eredetét és a szerzői jogokat jelzi, nem szolgál a cikkben szereplő információk forrásmegjelöléseként.